# Leonid Hurwicz
Leonid "Leo" Hurwicz (Moscou, 21 de agosto de 1917 — Minneapolis, 24 de junho de 2008) foi um economista estadunidense nascido na Rússia, professor emérito da Universidade de Minnesota.
Foi galardoado com o Prémio de Ciências Económicas em Memória de Alfred Nobel de 2007, juntamente com Eric Maskin e Roger Myerson.
Foi um economista e matemático conhecido por seu trabalho em teoria dos jogos e design de mecanismos. Ele originou o conceito de compatibilidade de incentivos e mostrou como os resultados desejados podem ser alcançados usando projeto de mecanismo compatível de incentivos. Hurwicz compartilhou o Prêmio Nobel de Ciências Econômicas de 2007 (com Eric Maskin e Roger Myerson) por seu trabalho seminal no projeto de mecanismos. Hurwicz foi um dos mais antigos ganhadores do Prêmio Nobel, tendo recebido o prêmio aos 90 anos.
Hurwicz foi educado e cresceu na Polônia, tornando-se refugiado nos Estados Unidos depois que Hitler invadiu a Polônia em 1939 . Em 1941, Hurwicz trabalhou como assistente de pesquisa para Paul Samuelson no Massachusetts Institute of Technology e Oskar Lange na University of Chicago. Foi pesquisador associado da Cowles Commission entre 1942 e 1946. Em 1946, tornou-se professor associado de economia no Iowa State College. Hurwicz ingressou na Universidade de Minnesota em 1951, tornando-se Professor de Economia em 1989. Ele foi Professor de Economia Emérito na Universidade de Minnesota, quando morreu em 2008.
Hurwicz foi um dos primeiros economistas a reconhecer o valor da teoria dos jogos e foi um pioneiro em sua aplicação. Interações de indivíduos e instituições, mercados e comércio são analisadas e compreendidas hoje usando os modelos desenvolvidos por Hurwicz.

## Ensino e pesquisa

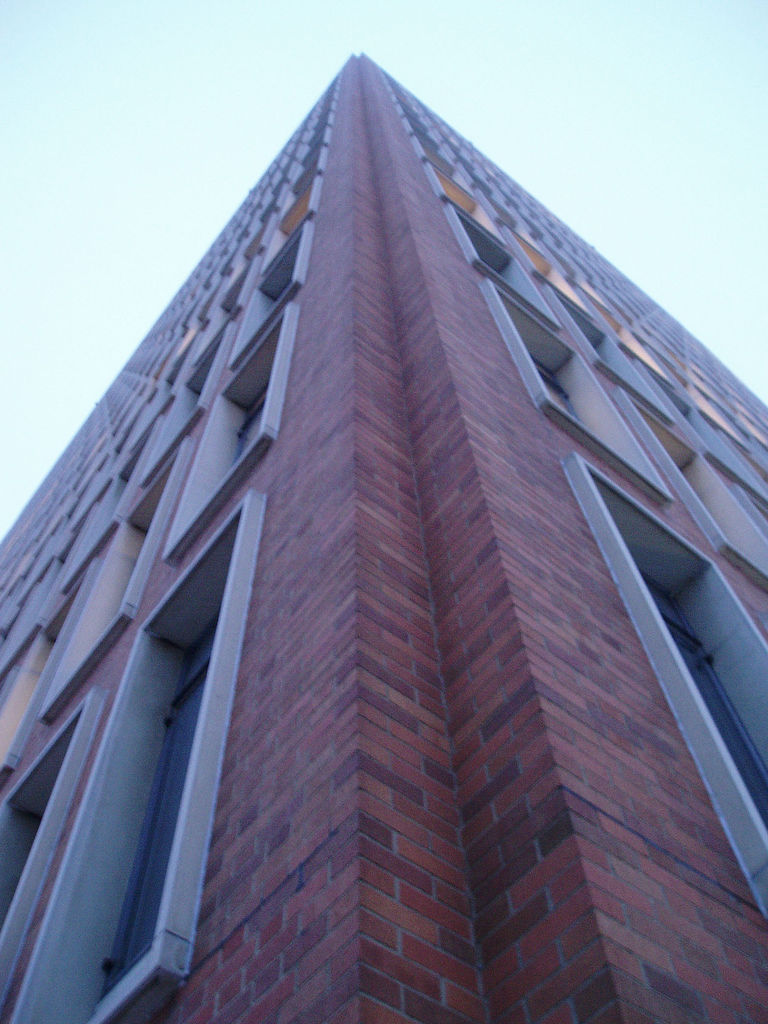
Edifício da Universidade de Minnesota (campus de Minneapolis).

Hurwicz recebeu uma bolsa Guggenheim em 1945–1946. Em 1946 ele se tornou professor associado de economia no Iowa State College. De janeiro de 1942 a junho de 1946, ele foi um pesquisador associado da Comissão Cowles. Ingressou em tempo integral em outubro de 1950 até janeiro de 1951, ele foi um professor visitante, assumindo as aulas de Koopmans no Departamento de Economia, e liderou a pesquisa da comissão sobre a teoria da alocação de recursos. Ele também foi professor pesquisador de economia e estatística matemática na Universidade de Illinois, consultor da RAND Corporation por meio da Universidade de Chicago e consultor do Departamento de Orçamento dos EUA. Hurwicz continuou a ser um consultor da Comissão Cowles até cerca de 1961.
Hurwicz foi recrutado por Walter Heller para a Universidade de Minnesota em 1951, onde se tornou professor de economia e matemática na Escola de Administração de Empresas.  Ele passou a maior parte do resto de sua carreira lá, mas foi intercalado com estudos e ensino em outros lugares nos Estados Unidos e na Ásia. Em 1955 e novamente em 1958, Hurwicz foi um professor visitante e um bolsista na segunda visita, na Universidade de Stanford e lá em 1959 publicou "Otimização e Eficiência Informativa em Processos de Alocação de Recursos" sobre projeto de mecanismo. Ele ensinou na Universidade de Bangalore em 1965 e, durante os anos 1980, na Universidade de Tóquio, A Universidade do Povo (agora Universidade Renmin da China) e a Universidade da Indonésia. Nos Estados Unidos, foi professor visitante em Harvard (1969), na Universidade da California, Berkeley (1976–1977),  na Northwestern University duas vezes em 1988 e 1989, na Universidade da California, Santa Barbara (1998 ), o California Institute of Technology (1999) e a Universidade de Michigan em (2002). Ele foi um distinto professor visitante na Universidade de Illinois em 2001.
De volta a Minnesota, Hurwicz tornou-se presidente do Departamento de Estatística em 1961, Professor de Economia entre 1969 e 1989. Ele ensinou assuntos que vão desde teoria a economia do bem-estar, economia pública, mecanismos e instituições e economia matemática. Embora ele tenha se aposentado do ensino em tempo integral em 1988, Hurwicz ensinou na pós-graduação como professor emérito mais recentemente no outono de 2006. Em 2007, sua pesquisa em andamento foi descrita pela Universidade de Minnesota como "comparação e análise de sistemas e técnicas de organização econômica, economia de bem-estar, implementação teórica de jogos de metas de escolha social e modelagem de instituições econômicas. "
Os interesses de Hurwicz incluíam economia matemática e modelagem e a teoria da empresa. Seus trabalhos publicados nessas áreas datam de 1944. Ele é internacionalmente conhecido por sua pesquisa pioneira em teoria econômica, particularmente nas áreas de mecanismo e design institucional e economia matemática. Na década de 1950, ele trabalhou com Kenneth Arrow em programação não linear; em 1972, Arrow se tornou a pessoa mais jovem a receber o prêmio Nobel de Economia. Hurwicz foi o conselheiro de graduação de Daniel McFadden, que recebeu o prêmio em 2000.
Economistas anteriores frequentemente evitavam modelagem analítica de instituições econômicas. O trabalho de Hurwicz foi fundamental para mostrar como os modelos econômicos podem fornecer uma estrutura para a análise de sistemas, como o capitalismo e o socialismo, e como os incentivos em tais sistemas afetam os membros da sociedade. A teoria de compatibilidade de incentivos que Hurwicz desenvolveu mudou a maneira como muitos economistas pensavam sobre os resultados, explicando por que economias planejadas centralmente podem falhar e como incentivos para indivíduos fazem diferença na tomada de decisões.
Hurwicz atuou no conselho editorial de várias revistas. Ele coeditou e contribuiu com duas coleções para a Cambridge University Press: Studies in Resource Allocation Processes (1978, com Kenneth Arrow ) e Social Goals and Social Organization (1987, com David Schmeidler e Hugo Sonnenschein). Seus artigos mais recentes foram publicados nas revistas "Economic Theory" (2003, com Thomas Marschak), "Review of Economic Design" (2001, com Stanley Reiter) e "Advances in Mathematical Economics" (2003, com Marcel K. Richter). Hurwicz apresentou as palestras Fisher-Schultz (1963), Richard T. Ely (1972), David Kinley (1989) e Colin Clark (1997).

## Publicações
- Hurwicz, Leonid (1945). «The theory of economic behavior». American Economic Association via JSTOR. The American Economic Review. 35 (5): 909–925. JSTOR 1812602 Exposição sobre o clássico da teoria dos jogos.
- Hurwicz, Leonid (1946). «Theory of the firm and of investment». The Econometric Society via JSTOR. Econometrica. 14 (2): 109–136. JSTOR 1905363. doi:10.2307/1905363
- Hurwicz, Leonid (1947). «Some problems arising in estimating economic relations». The Econometric Society via JSTOR. Econometrica. 15 (3): 236–240. JSTOR 1905482. doi:10.2307/1905482
- Hurwicz, Leonid; Arrow, Kenneth J. (1953). Hurwicz's optimality criterion for decision making under ignorance. Col: Technical Report 6. [S.l.]: Stanford University

- Também disponível como: Hurwicz, Leonid; Arrow, Kenneth J. (1977). Appendix: An optimality criterion for decision-making under ignorance. [S.l.]: Cambridge Books Online. pp. 461–472. ISBN 9780511752940. doi:10.1017/CBO9780511752940.015
- e como: Hurwicz, Leonid; Arrow, Kenneth J. (1977), «Appendix: An optimality criterion for decision-making under ignorance», in:  Arrow, Kenneth J.; Hurwicz, Leonid, Studies in resource allocation processes, ISBN 9780521215220, Cambridge New York: Cambridge University Press, pp. 461–472

- Hurwicz, Leonid (1960), «Optimality and informational efficiency in resource allocation processes», in:  Arrow, Kenneth J.; Karlin, Samuel; Suppes, Patrick, Mathematical models in the social sciences, 1959: Proceedings of the first Stanford symposium, ISBN 9780804700214, Stanford mathematical studies in the social sciences, IV, Stanford, California: Stanford University Press, pp. 27–47
- Hurwicz, Leonid (1969). «On the concept and possibility of informational decentralization». American Economic Association via JSTOR. The American Economic Review: Papers and Proceedings. 59 (2): 513–524. JSTOR 1823704
- Hurwicz, Leonid; Arrow, Kenneth J. (1972), «Decision making under ignorance», in:  Carter, C. F.; Ford, J. L., Uncertainty and expectations in economics: essays in honour of G.L.S. Shackle, ISBN 9780631141709, Oxford / New York: Basil Blackwell / Augustus M. Kelley.
- Hurwicz, Leonid (1973). «The design of mechanisms for resource allocation». American Economic Association via JSTOR. The American Economic Review: Papers and Proceedings. 63 (2): 1–30. JSTOR 1817047
- Hurwicz, Leonid; Radner, Roy; Reiter, Stanley (1975). «A stochastic decentralized resource allocation process: Part I». The Econometric Society via JSTOR. Econometrica. 43 (2): 187–221. JSTOR 1913581. doi:10.2307/1913581 Cowles Commission Discussion Paper: Economics No. 2112, (pdf).
- Hurwicz, Leonid (1995). «What is the Coase Theorem?». Elsevier. Japan and the World Economy. 7 (1): 49–74. doi:10.1016/0922-1425(94)00038-U
- Hurwicz, Leonid; Reiter, Stanley (2008). Designing economic mechanisms. New York: Cambridge University Press. ISBN 9780521724104